# István Fülöp
István Sándor Fülöp (Târgu Mureș, 18 maggio 1990) è un calciatore rumeno, centrocampista dell'ACS Târgu Mureș.

## Carriera
È cresciuto nel settore giovanile dell'Avântul Reghin, con cui tra il 2009 e il 2012 ha disputato tre stagioni in Liga III. Nel 2012 viene acquistato dal Botoșani, in Liga II, con cui, al termine della stagione 2012-2013, conquista la promozione in Liga I. Dopo tre stagioni e mezza trascorse in massima serie, nel gennaio del 2017 si trasferisce in Ungheria al Diósgyőr, con cui chiude la stagione con 14 presenze e una rete tra campionato e coppa. Nel luglio del 2017 passa in prestito al Sepsi, che lo acquista a titolo definitivo nell'estate dell'anno successivo.

## Statistiche

### Presenze e reti nei club
Statistiche aggiornate al 5 aprile 2022.
| Stagione        | Squadra         | Campionato      | Campionato | Campionato | Coppe nazionali | Coppe nazionali | Coppe nazionali | Coppe continentali | Coppe continentali | Coppe continentali | Altre coppe | Altre coppe | Altre coppe | Totale | Totale |
| Stagione        | Squadra         | Comp            | Pres       | Reti       | Comp            | Pres            | Reti            | Comp               | Pres               | Reti               | Comp        | Pres        | Reti        | Pres   | Reti   |
| --------------- | --------------- | --------------- | ---------- | ---------- | --------------- | --------------- | --------------- | ------------------ | ------------------ | ------------------ | ----------- | ----------- | ----------- | ------ | ------ |
| 2012-2013       | Botoșani        | L2              | 15         | 3          | CR              | 3               | 0               |                    | -                  | -                  |             | -           | -           | 18     | 3      |
| 2013-2014       | Botoșani        | L1              | 31         | 7          | CR              | 1               | 0               |                    | -                  | -                  |             | -           | -           | 32     | 7      |
| 2014-2015       | Botoșani        | L1              | 17         | 3          | CR+CdL          | 1+1             | 0+1             |                    | -                  | -                  |             | -           | -           | 19     | 4      |
| 2015-2016       | Botoșani        | L1              | 17+11      | 2+3        | CR+CdL          | 2+0             | 0               | UEL                | 0                  | 0                  |             | -           | -           | 30     | 5      |
| 2016-gen. 2017  | Botoșani        | L1              | 12         | 7          | CR+CdL          | 0+2             | 0               |                    | -                  | -                  |             | -           | -           | 14     | 7      |
| gen.-giu. 2017  | Diósgyőr        | NB1             | 12         | 1          | CU              | 2               | 0               |                    | -                  | -                  |             | -           | -           | 14     | 1      |
| 2017-2018       | Sepsi           | L1              | 16+12      | 2+7        | CR              | 0               | 0               |                    | -                  | -                  |             | -           | -           | 28     | 9      |
| 2018-2019       | Sepsi           | L1              | 11+4       | 0          | CR              | 0               | 0               |                    | -                  | -                  |             | -           | -           | 15     | 0      |
| 2019-2020       | Sepsi           | L1              | 17+13      | 1+3        | CR              | 5               | 2               |                    | -                  | -                  |             | -           | -           | 35     | 6      |
| 2020-2021       | Sepsi           | L1              | 7          | 2          | CR              | 1               | 0               |                    | -                  | -                  |             | -           | -           | 8      | 2      |
| 2021-2022       | Sepsi           | L1              | 1+2        | 0          | CR              | 0               | 0               | UECL               | 0                  | 0                  |             | -           | -           | 3      | 0      |
| Totale carriera | Totale carriera | Totale carriera | 198        | 41         |                 | 18              | 3               |                    | 0                  | 0                  |             | -           | -           | 216    | 44     |

## Palmarès

### Club

#### Competizioni nazionali
- Coppa di Romania: 1

Sepsi: 2021-2022